# Бондарович Дмитро Ярославович
Дмитро́ Яросла́вович Бондаро́вич — майор Збройних сил України, учасник російсько-української війни.

## Життєпис
Випускник Академії Сухопутних військ імені Петра Сагайдачного 2013 року.
Учасник АТО .

## Нагороди
- 6 жовтня 2014 року — за особисту мужність і героїзм, виявлені у захисті державного суверенітету та територіальної цілісності України, вірність військовій присязі під час російсько-української війни, старший лейтенант Бондарович відзначений — нагороджений орденом Богдана Хмельницького III ступеня.
- Указом Президента України № 741/2019 від 10 жовтня 2019 року за «особисту мужність і самовіддані дії, виявлені у захисті державного суверенітету та територіальної цілісності України» орденом Богдана Хмельницького II ступеня[3]
- Указом Президента України  №505/2024 від 16 серпня 2024 року нагороджений орденом Богдана Хмельницького I ступеня [4]